# Bataille de Leukôn
La bataille de Leukôn (ou Leucon) s'est déroulée au milieu du VIe siècle av. J.-C. près de la cité grecque de Cyrène, en Cyrénaïque (actuelle Libye). Elle oppose les troupes du roi de Cyrène Arcésilas II, de la dynastie des Battiades, à une armée de Libyens révoltés. Ces derniers prennent les armes à l'instigation des frères d'Arcésilas II qui, en conflit avec lui, se sont installés à Barcé, qu'ils ont fondée, à l'ouest de Cyrène. 
Les Libyens, soumis à l'autorité de Cyrène depuis l'échec de l'intervention de l'Égypte en leur faveur vers 570 av. J.-C. à la bataille d'Irasa, sont peut-être aussi mécontents du monopole royal sur le commerce du silphion, une plante très recherchée qu'ils récoltent dans le désert. 
Les belligérants se rencontrent au lieu-dit Leukôn, à l'est de Cyrène, et la bataille se solde par la défaite des Cyrénéens qui perdent 7 000 hoplites. Cet échec précipite la fin du règne d'Arcésilas II qui, malade, est assassiné par son propre frère, Léarchos, peu de temps après.